# Ivan Udodov

Ivan Udodov (né le 20 mai 1924 à Gluboky en Ukraine et mort le 16 octobre 1981 à Rostov-sur-le-Don) est un haltérophile soviétique.

## Biographie
En 1941, alors âgé de 17 ans, Udodov est capturé par les allemands et déporté à Buchenwald. Libéré en 1945, il ne pesait plus que 30 kilos et ne pouvait marcher seul. L'haltérophilie lui permet de retrouver de la condition physique et en 1949 il termine deuxième du championnat soviétique, catégorie poids coq. En 1952, il remporte le titre national et les Jeux olympiques puis le championnat du monde en 1953. Il passe ensuite poids plume, mais remporte moins de titre après avoir établi tout de même deux records du monde. Il gagne son dernier titre en 1956 en remportant le championnat national. Finalement, il prend sa retraite, devient chauffeur routier puis entraineur d'haltérophilie à Rostov où il termine sa vie. 

## Palmarès

### Jeux olympiques
- Jeux olympiques de 1952 à Helsinki,  Finlande
  -  Médaille d'or (moins de 56 kg)

### Championnats du monde
- 1953
  -  Médaille d'or
- 1954
  -  Médaille d'argent
- 1955
  -  Médaille d'argent